# Bebinghehoes
Het Bebinghehoes was een rietgedekte hallenhuisboerderij in Exloo in de gemeente Borger-Odoorn in Drenthe. Het rijksmonument werd vernoemd naar de familie Bebinghe die de boerderij in 1722 bouwde en erna bewoonde. Tijdens een grondige renovatie in 1971 werden veel oorspronkelijke delen van het monumentale pand  behouden.
Hierna werd de boerderij ingericht als cultuurhistorisch streekmuseum en behield het deze functie tot 2010. De woonkamer was ingericht in de stijl van de jaren dertig en de deel naar het thema van zomer op de boerderij. In 2010 moest het museum de deuren sluiten vanwege het lage bezoekersaantal van 1500 mensen per jaar. Tot die tijd hield een subsidie van 50.000 euro per jaar van de gemeente Borger-Odoorn het museum overeind.
Tot 2014 deed het pand dienst als spa- en wellnesscentrum. Daarna werd er een destilleerderij gevestigd. In de nacht van 30 maart 2017 omstreeks half twee werd het pand door brand verwoest.

## Galerij

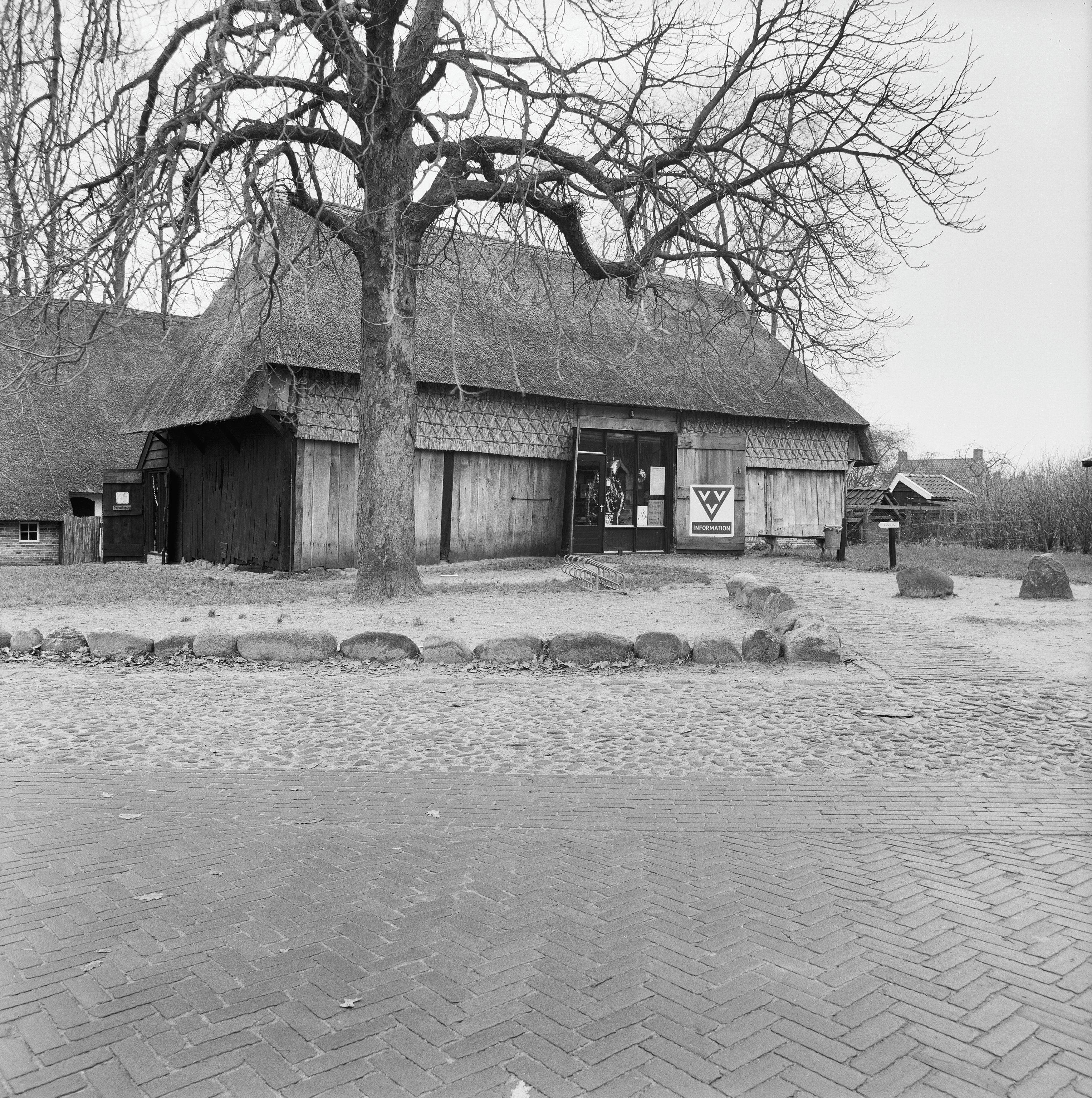
Schuur in 1977 (als museum ingericht)
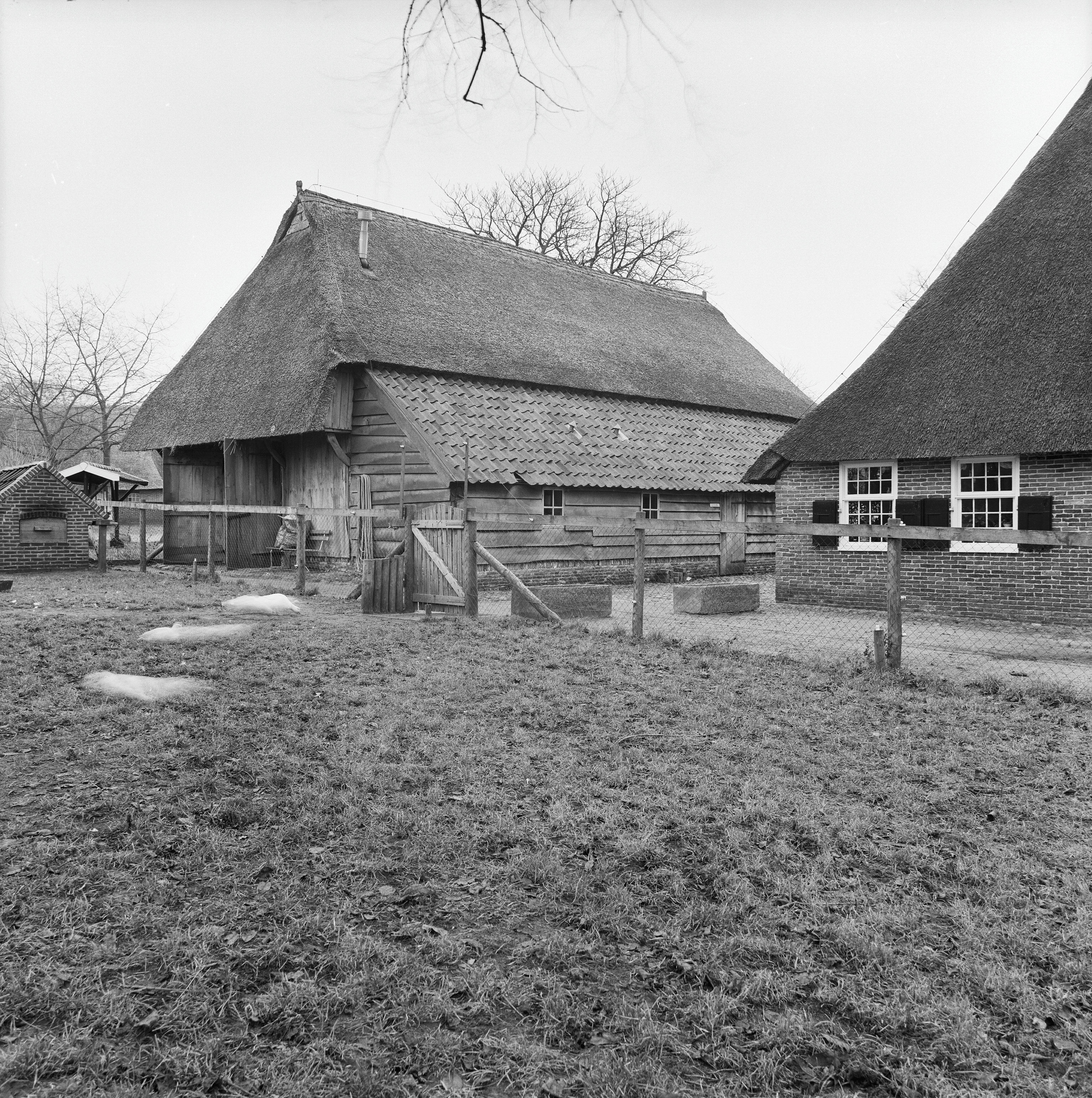
Achterzijde schuur, 1977
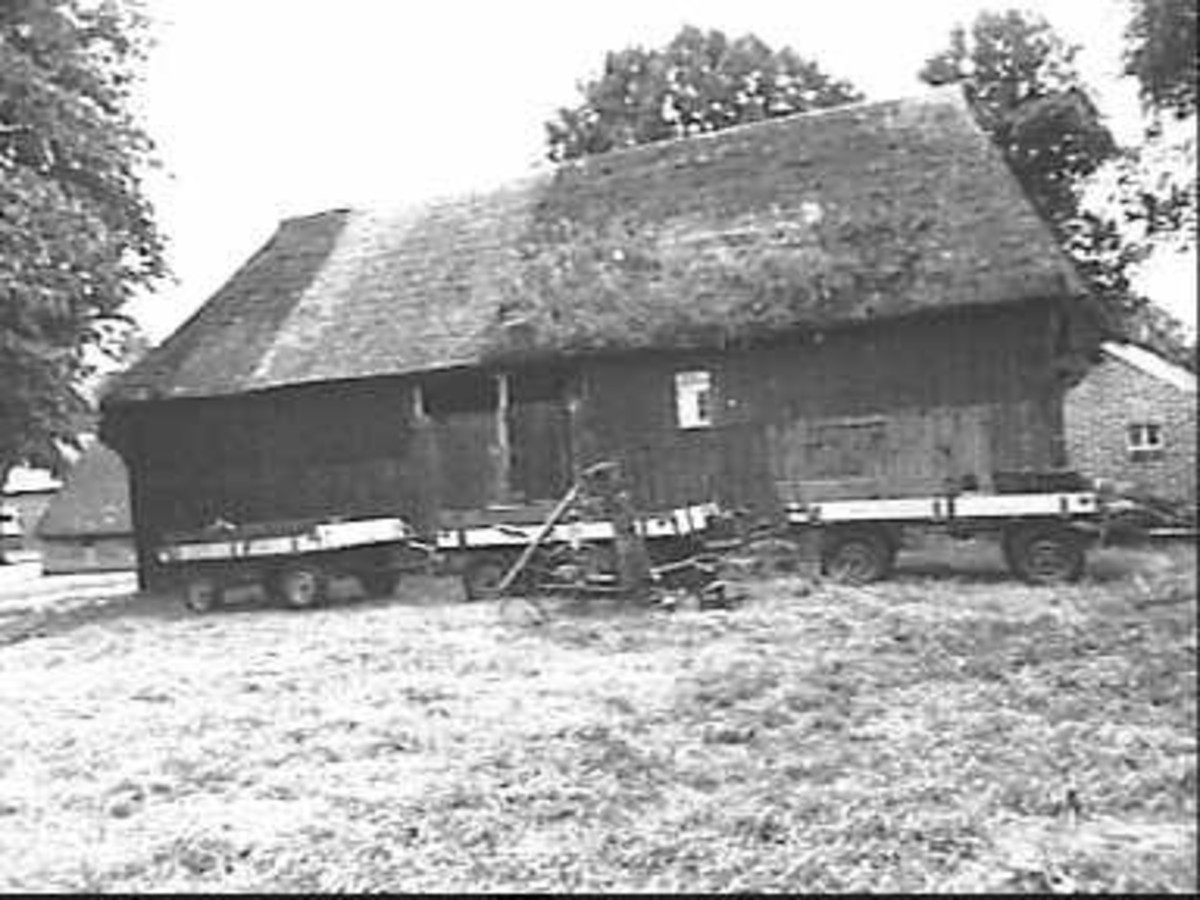
Zijgevel, 1963